# 무릿매

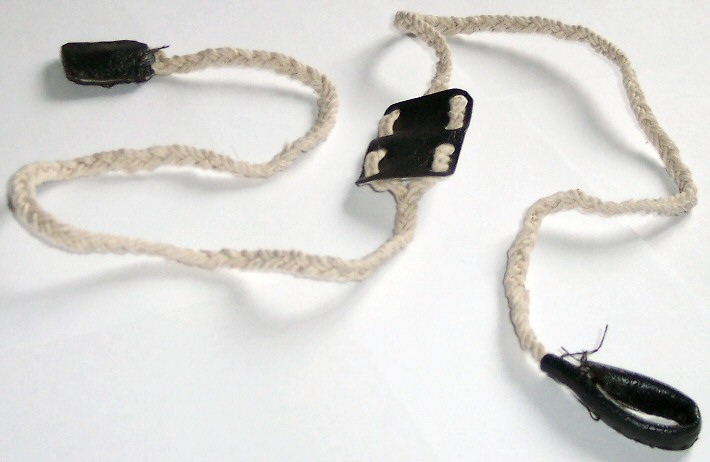
무릿매

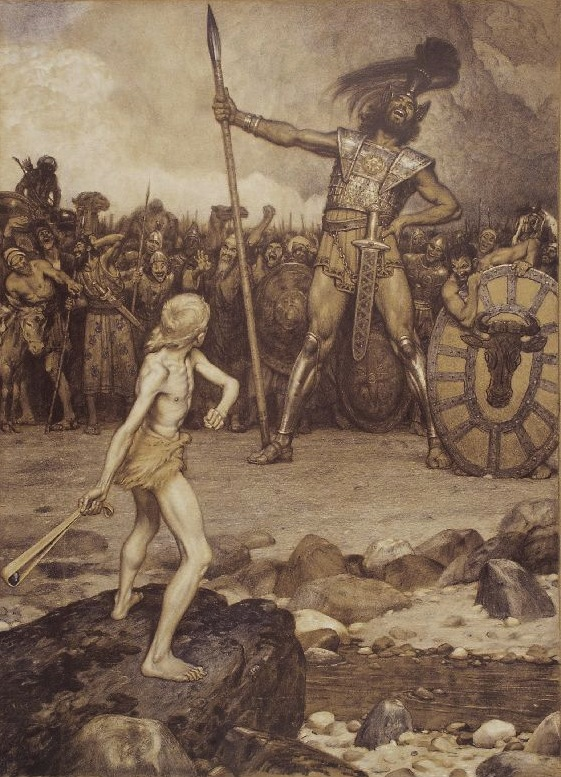
무릿매를 쓰는 다윗의 모습

무릿매 또는 물매 또는 투석구 또는 슬링(영어: sling)은 끈에 돌을 넣어 돌림으로써 얻어지는 원심력으로 돌과 같은 무릿매용 탄환을 멀리 날려보내 타격을 입히는 무기이다. 고대부터 사용되었으며, 매우 단순한 구조이지만, 먼 곳까지 날려보낼 수 있는 원거리 타격무기로서 일부 지역에서는 현대에도 시위 등에 등장하기도 한다. 성경에는 다윗이 블레셋의 거인 용장인 골리앗을 무릿매로 물리쳤다는 이야기가 전한다.

## 고대의 무릿매

### 기원
무릿매는 지중해 주변의 신석기 시대 사람들에게 알려진 고대 무기이지만 훨씬 더 오래되었을 가능성이 높다. 무릿매매는 창던지기, 활과 화살 등 새로운 기술이 등장하기 시작한 후기 구석기 시대에 발명되었을 가능성이 있다. 호주에서는 우메라(woomera)가 무릿매와 동일한 기계적 역학을 갖고 있어 회전 운동을 선형 투영으로 변환하지만 이것이 독립적인 발명품인지 아닌지는 알 수 없다.

## 오늘날
발레아레스 제도에서는 예전처럼 전통적인 무릿매가 여전히 행해지고 있으며 대회와 리그도 흔하다. 나머지 세계에서는 무릿매가 주로 취미용 무기이며, 무릿매를 만들고 연습하는 사람들이 점점 더 늘어나고 있다. 최근에는 2007년 9월 미국 와이오밍주, 2008년 6월 영국 스태퍼드셔주에서 '슬링페스트'가 개최되었다.
무릿매는 오늘날 주로 시위자들이 돌이나 화염병과 같은 방화 장치를 발사하는 무기로 사용한다. 전통적인 모직 슬링은 중동 지역의 아랍 유목민과 베두인족이 자칼과 하이에나를 막기 위해 여전히 사용하고 있다. 국제 여단은 스페인 남북 전쟁 중에 물매를 사용하여 수류탄을 던졌다. 마찬가지로, 핀란드군은 소련 전차와의 겨울 전쟁에서 슬링 발사 방식의 화염병을 사용했다. 무릿매는 현대 육군 요원과 진압 경찰을 상대로 한 다양한 팔레스타인 폭동 중에 사용되었다. 2008년 케냐에서 발생한 소요 사태에도 사용되었다.

## 같이 보기
- 궁시
- 새총
- 트레뷰셋
- 돌팔매